# 2016학년도 대학수학능력시험
2016학년도 대학수학능력시험(2016學年度 大學修學能力試驗, 2015년 수능)은 2015년 11월 12일 목요일에 시행된 대학수학능력시험이다. 2007 개정 교육과정으로 시행된 마지막 시험이며, 성적은 2015년 12월 4일에 통보되었다. 만점자는 16명으로 집계되었다.

## 기출문제
| 과목                | 문제 및 정답 | 비고 |
| ------------------- | ------------ | ---- |
| 국어 영역           | ■            |      |
| 수학 영역           | ■            |      |
| 영어 영역           | ■            |      |
| 사회탐구 영역       | ■            |      |
| 과학탐구 영역       | ■            |      |
| 직업탐구 영역       | ■            |      |
| 제2외국어/한문 영역 | ■            |      |

## 같이 보기
- 대학수학능력시험
  - 연도별 대학수학능력시험